# Umaleu
Umaleu is een bestuurslaag in het regentschap Lembata van de provincie Oost-Nusa Tenggara, Indonesië. Umaleu telt 2037 inwoners (volkstelling 2010).